# Фрольянов, Дмитрий Анатольевич
Дми́трий Анато́льевич Фролья́нов (род. 20 мая 1986, Тольятти, Куйбышевская область) — российский шахматист, гроссмейстер (2007).
В 2006 году принял участие на чемпионате мира среди юниоров, по результатам которого занял 5 место и выполнил нормы гроссмейстера.
В июне 2013 года участвовал в чемпионате мира по рапиду и блицу.
Участник двух чемпионатов Европы (2005, 2007) и ряда других национальных и международных турниров.
Участник Кубка европейских клубов 2016 года в составе «Жигулей».